# Rendőri kegyetlenség az Egyesült Államokban

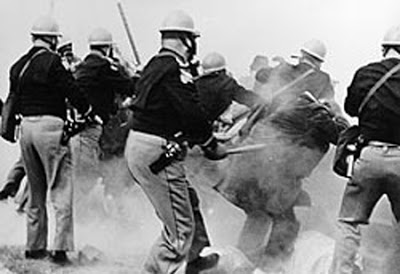
1965. március 7 .: Az alabamai rendőrség támadása a Selma–Montgomery-útvonalon a „véres vasárnap”-on

A rendőri brutalitás a rendvédelmi feladatok ellátása során történő hatalommal való visszaélésre utal. A kifejezést alkalmazzák ezen kívül az önkormányzati, állami és szövetségi büntetőintézetekben, ide értve a katonai börtönöket is. A visszaéléseket és kegyetlen bánásmódot övező nagy nyilvánosság nem csak az azt elszenvedőkre, de az ügyben érintett rendőrkapitányságok közvélemény általi megítélésére is rendkívül ártalmas. Ezeknek a hatásoknak a mértéke és tartóssága 2002 óta keveset vizsgált.[forrás?]
Annak ellenére, hogy a rendőri brutalitás kifejezést általában fizikai jellegű bántalmazásra használják, maga után vonhat lelki károsodást is hivatalos eljárás keretein túl történő megfélemlítés esetén.

## Fordítás
Ez a szócikk részben vagy egészben  a   Police brutality in the United States című angol Wikipédia-szócikk ezen változatának fordításán alapul.  Az eredeti cikk szerkesztőit annak laptörténete sorolja fel. Ez a jelzés csupán a megfogalmazás eredetét és a szerzői jogokat jelzi, nem szolgál a cikkben szereplő információk forrásmegjelöléseként.